# Nusa indica
Nusa indica är en tvåvingeart som beskrevs av Joseph och Parui 1987. Nusa indica ingår i släktet Nusa och familjen rovflugor. Inga underarter finns listade i Catalogue of Life.